# Yésica Sánchez Maya

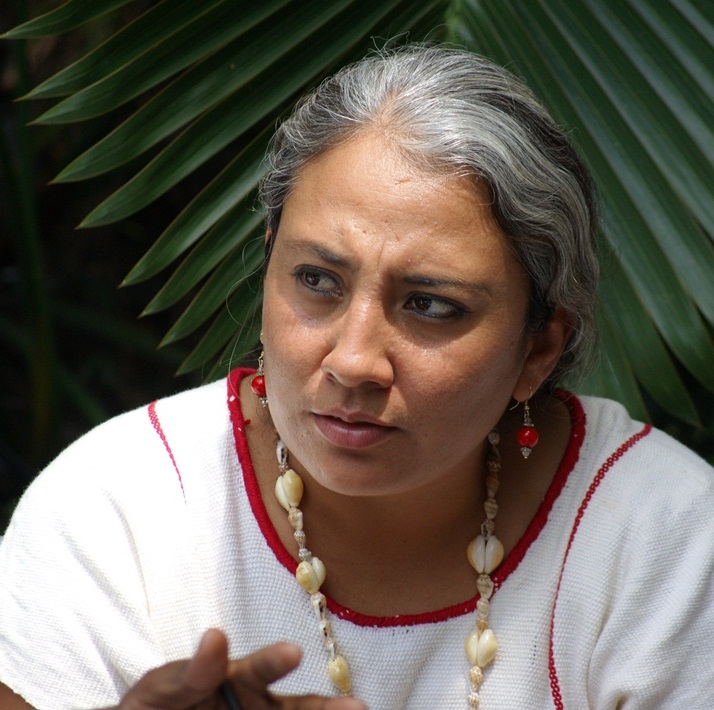

Yésica Sánchez Maya (México, D.F., 13 de noviembre de 1977) es una abogada feminista, defensora de derechos humanos en Oaxaca, México.
Al estallar el conflicto social de 2006 era presidenta de la filial Oaxaca de la Liga Mexicana por la Defensa de los Derechos Humanos. Como tal se ocupó de la defensa de las y los participantes en ese movimiento.
En diciembre de 2006 fueron expedidas órdenes de aprehensión contra Sánchez Maya, la también defensora de derechos humanos Aline Castellanos y el secretario general de la Sección XXII del SNTE, Enrique Rueda Pacheco. A las abogadas se les acusó de despojo agravado contra la Corporación Oaxaqueña de Radio y Televisión. El hecho repercutió en una mayor visibilidad internacional sobre el conflicto en Oaxaca y sobre la propia defensora, dado que intercedieron a favor de ella diversas instituciones como Amnistía Internacional, la Organización Mundial Contra la Tortura e incluso el Consejo de la Abogacía Europea, organización que agrupa a cerca de 700 mil profesionales del derecho.
Yésica Sánchez Maya fue peticionaria y asistente a tres de cuatro audiencias temáticas ante la Comisión Interamericana de Derechos Humanos sobre Oaxaca: sobre mujeres indígenas, en marzo de 2006; sobre la situación de derechos humanos en Oaxaca, octubre de 2006, y sobre la situación de las personas privadas de su libertad, en marzo de 2007.
En febrero de 2009, el Cabildo de Oaxaca de Juárez revocó un dictamen en el que se reconocía el trabajo de Sánchez Maya en defensa de los derechos humanos de las mujeres y por la equidad de género, con motivo del Día Internacional de la Mujer. Esto se debió a que el entonces presidente municipal, el priísta José Antonio Hernández Fraguas, adujo que la activista era “enemiga del gobierno” estatal que todavía encabezaba Ulises Ruiz.
Actualmente es Integrante del equipo directivo de Consorcio para el Diálogo Parlamentario y la Equidad.
Es integrante del grupo impulsor de la IM-Defensoras, integrante del grupo impulsor de la Red Nacional de mujeres defensoras en México,  a lo largo sus 22 años de experiencia ha acompañado a defensoras en riesgo; así como víctimas de detención arbitraria, tortura criminalización, desaparición forzada, violencia feminicida y feminicidio. Fue Becaria de CEJIL en 2008. Peticionaria de diversas audiencias en la CIDH y ha presentado casos e informes ante Naciones Unidas. 
En la quinta edición del Premio Franco-Alemán de Derechos Humanos “Gilberto Bosques”, Alemania y Francia le fue otorgada mención honorífica. 